# 原阳县 (古代)
原阳县，中国汉朝古县名。
西汉置原阳县，在今中华人民共和国内蒙古自治区呼和浩特市东南二十家子古城。属云中郡。是云中郡十一县之一，位于朔方郡东部，向东、向南临近定襄郡。东汉末年废除。